# БИЧ-4
БИЧ-4 — спортивный планёр конструкции Бориса Черановского.

## История
Вдохновлённый успешными испытания БИЧ-2, Черановский решил создать на его базе спортивный планёр. БИЧ-4 также был выполнен по схеме «летающее крыло». Крыло имело в плане параболическую форму. Планёр был изготовлен из дерева и имел полотняную обшивку. По всей задней кромке крыла располагались рули высоты и элероны. Лётчик располагался в открытой кабине.
Постройка планёра была закончена в 1925 году. В том же году он успешно участвовал во всесоюзном слёте в Коктебеле.

## Лётно-технические характеристики
- Размах крыла — 11,40 м;
- Снаряжённая масса — 50 кг;
- Нагрузка на крыло — 6,8 кг/м²;
- Максимальная аэродинамическое качество — 16;
- Экипаж — 1 человек.